# كارولين دي سوزا
كارولين دي سوزا (بالبرتغالية: Karol Souza‏) مواليد 24 أبريل 1990 في البرازيل، هي لاعبة كرة يد برازيلية تلعب كظهير أيمن. مثلت منتخب البرازيل لكرة اليد للسيدات. حققت المركز الأول في بطولة العالم لكرة اليد للسيدات 2013.

## الإنجازات
- كأس أبطال الكؤوس الأوروبية لكرة اليد للسيدات
  - الفوز: 2013
- بطولة بان أميركان لكرة اليد للسيدات:
  - الفوز: 2011
- بطولة العالم لكرة اليد للسيدات:
  - الفوز: 2013

## روابط خارجية
- كارولين دي سوزا على موقع الاتحاد الأوروبي لكرة اليد (الإنجليزية)